# Кастелдикроче - Скуола (Изернија)
Кастелдикроче - Скуола је насеље у Италији у округу Изернија, региону Молизе.
Према процени из 2011. у насељу је живело 8 становника. Насеље се налази на надморској висини од 518 м.